# Punctelia digitata
Punctelia digitata är en lavart som beskrevs av Jungbluth, Marcelli & Elix. Punctelia digitata ingår i släktet Punctelia och familjen Parmeliaceae.   Inga underarter finns listade i Catalogue of Life.